# USS Peacock (1813)
El primer USS Peacock fue una balandra de guerra en la Armada de los Estados Unidos durante la Guerra de 1812.
El USS Peacock fue autorizado por el Congreso según una Ley de 3 de marzo de 1813; su quilla, fue puesta en grada el 9 de julio de 1813 por Adán y Noé Brown en los astilleros New York Navy Yard, donde fue botado el 19 de septiembre de 1813.

## Guerra de 1812
Durante la Guerra de 1812, el USS Peacock realizó tres cruceros bajo el mando de Comandante Peter Storms. Partiendo de Nueva York 12 de marzo de 1814, navegó con suministros para la estación naval de St Mary's, en Georgia. Desde Cabo Cañaveral, Florida, partió el 29 de abril y capturó al bergantín británico HMS Epervier, que fue enviado a Savannah. El USS Peacock partió el 4 de junio en su segundo crucero a los Grandes Bancos y a lo largo de las costas de Irlanda y España regresando, a través de las Indias Occidentales, a Nueva York. La balandra capturó 14 barcos enemigos de diversos tamaños durante este viaje.
El USS Peacock partió nuevamente de Nueva York, 23 de enero de 1815 junto al USS Hornet y al USS Tom bolina cruzando el Cabo de Buena Esperanza hacia el Océano Índico, donde capturaron tres valiosos premios. El 30 de junio capturó al crucero Nautilus en el estrecho de Sunda; en beneficio de la paz, el comandante del Peacock, liberó a su presa y regresó a Nueva York el 30 de octubre.
El USS Peacock dejó de nuevo este puerto 13 de junio de 1816, con destino a Francia, con el honorable Albert Gallatin y séquito a bordo. Después de dejarlos en Havre de Grace, el 2 de julio, se unió a la Escuadra del Mediterráneo. Sin embargo, tras un año de viajes y retornos entre el Mediterráneo y Estados Unidos (15 de noviembre de 1818-17 de noviembre de 1819), la balandra permaneció con esta escuadra hasta el 8 de mayo de 1821, fecha en que partió para el hogar a su nueva base en los astilleros navales de Washington el 10 de julio.

## Flota Mosquito
Los Piratas asolaban el transporte marítimo en las Indias Occidentales en 1820 y el 3 de junio de 1822, el USS Peacock se convirtió en buque insignia de Comodoro David Porter en la "Flota Mosquito", que erradicó la amenaza pirata. El USS Peacock participó en la expedición donde se destruyó un establecimiento pirata en Funda Bay, entre el 28 y el 30 de septiembre, capturando varias goletas. El Peacock capturó la goleta Pilot el 10 de abril de 1823 y otra más, el 16. En septiembre, la "fiebre maligna" forzó un receso de las actividades, y el Peacock se dirigió a Norfolk, Virginia, 28 de noviembre, para un respiro.

## Sudamérica
En julio de 1823 la balandra se vio envuelta en la Batalla naval del Lago de Maracaibo y Peter Storms decidido unirse a la causa independentista, que logró la independencia el 3 de agosto. Más tarde, en marzo de 1824, el buque se dirigió al Pacífico y permaneció algunos meses de crucero a lo largo de la costa oeste de América del Sur, donde las colonias están luchando por la independencia. En septiembre de 1825, el USS Peacock navegó a Hawái, donde logró un tratado de amistad, comercio y navegación. Del 24 de julio de 1826 hasta el 6 de enero de 1827, la balandra visitó otras islas del Pacífico, para proteger el comercio y la industria de la caza de la ballena norteamericanos. En el retorno hacia América del Sur desde Hawái, el buque fue alcanzado por una ballena, que le causó graves daños. Sin embargo, consiguió llegar a Callao, desde donde partió, el 25 de junio, hacia Nueva York.
Arribó a Nueva York en octubre de 1827, donde fue desguazado en 1828, aprovechándose los materiales para la construcción de una nueva unidad del mismo tipo y nombre.
- Datos: Q16204381
- Multimedia: USS Peacock (ship, 1813) / Q16204381